# Legio X Gemina
La Legione X Gemina (il nome indica che da una sola legione erano state create due legioni Gemelle) potrebbe essere la stessa famosa legio X, o al più avervi confluito successivamente con Augusto. Quella impiegata da Cesare era la sua prediletta, nota anche come X Equestris, soprannome che le venne dal fatto che i legionari furono una volta usati da lui come guardia del corpo a cavallo. Il simbolo della legione era il Toro, distintivo di tutte le legioni arruolate da Cesare.

## Storia

### Epoca tardo repubblicana
Fu creata attorno al 59 a.C. e fu la prima legione di cui Cesare si servì in occasione della guerra in Gallia, dove l'armata operò dal 58 a.C. al 49 a.C. Cesare se ne servì nella battaglia contro i Nervi, durante lo sbarco in Britannia e durante l'assedio di Gergovia.
Successivamente seguì Cesare in Spagna nel 49, fu presente nella battaglia di Farsalo nel 48 a.C., a Tapso nel 46 a.C. ed a Munda nel 45 a.C. Fu sciolta poco dopo, verso il 45 a.C.; vi sono testimonianze epigrafiche di suoi coloni a Narbona del 45-44 a.C.
Fu riformata da Lepido nel 44 a.C., passando poco dopo sotto le insegne di Marco Antonio (43 a.C.) nell'ambito degli accordi del secondo triumvirato. Combatté a Filippi nel 42 a.C. contro i cesaricidi. Suoi coloni furono stanziati a Cremona, nel 41 a.C. o poco prima.
Rimase con Marco Antonio in Oriente, il quale se ne servì nella programmata campagna contro i Parti e successivamente fino al 31 a.C., quando combatté al servizio del triumviro nella battaglia di Azio. Sconfitto Antonio, Ottaviano Augusto ne prese il controllo ma fu privata del cognomen di Equestris e venne ribattezzata Gemina. Sembra infatti che quando la legio X si ribellò ad Augusto, venne unita alla legio X Gemina. Svetonio, infatti, menziona di una legio X che venne congedata con ignominia, «poiché ubbidiva con una certa aria di rivolta».

### Epoca imperiale

#### Sotto la dinastia giulio-claudia (30 a.C.-68 d.C.)
Ricompare secondo alcuni studiosi in Africa proconsolare all'inizio del principato di Ottaviano Augusto. Dal 28-27 a.C. fu trasferita in Hispania in vista delle imminenti campagne contro Cantabri ed Asturi. È certa la sua permanenza nel corso dell'ultima fase di questa guerra 25-19 a.C. I veterani di questa legione, una volta congedati, divennero probabilmente i primi abitanti della città di Saragozza, la romana Caesaraugusta. La X Gemina rimase nella Spagna Tarragonese fino al principato di Nerone, tra Petavonium (l'attuale Rosinos de Vidriales) e Asturica Augusta (l'attuale località di Astorga).
Nel 63 d.C. fu trasferita in Pannonia, a Carnuntum per rimpiazzare la legio XV Apollinaris partita per l'Oriente agli ordini di Domizio Corbulone.
Per un breve periodo soggiornò in Mauretania (o almeno alcune sue vexillationes), in vista dell'annessione di questa nuova provincia a cavallo dei regni di Caligola e Claudio. E potrebbe aver soggiornato in Oriente fino al 68. Galba, durante il suo breve regno, la destinava nuovamente, anche se per un breve soggiorno, in Spagna.

#### Sotto i Flavi (70-96)
Nel 69-70, essendo favorevole a Vespasiano, fu inviata in Gallia per reprimere la rivolta di Civile. Quando la rivolta batava fu sedata la legione fu inviata al campo legionario Noviomagus Batavodurum (oggi Nimega) Germania Inferior per prevenire nuove ribellioni o incursioni da oltre il limes. Nelle province di Germania rimase dal 71 fino al 104.
Nell'89, quando il governatore della Germania Superior Lucio Antonio Saturnino dette inizio ad una rivolta contro l'imperatore Domiziano, alcune legioni, tra cui appunto la X Gemina, si guadagnarono il titolo onorifico di Pia Fidelis Domitiana per la fedeltà dimostrata nei confronti del principe.

#### Da Traiano a Diocleziano (98-305)
Durante il regno di Traiano, verso il 104, fu trasferita in Pannonia superiore, ad Aquincum, in vista della seconda fase delle guerre daciche sostenute contro il re Decebalo. Nel 113-114 arrivò a Vindobona, per rimpiazzare la XIIII Gemina; là rimase almeno fino all'epoca di Diocleziano.
Nel corso del suo soggiorno in Pannonia prese parte, durante il regno di Adriano, alla terza guerra giudaica, anche se probabilmente solo con delle vexillationes; partecipò alle campagne partiche di Lucio Vero ed alle guerre marcomanniche di Marco Aurelio: alcune sue vexillationes furono inviate a Mušov in Marcomannia. Fu favorevole a Settimio Severo e, più tardi, a Gallieno.
Da un suo reparto dislocato in Oriente ebbe origine una legione comitatense.

#### Tardo impero romano
Al tempo della Notitia dignitatum suoi distaccamenti (vexillationes) erano posti sotto il comando del Magister militum per Orientem.